# Taraxacum cacuminatum
Taraxacum cacuminatum là một loài thực vật có hoa trong họ Cúc. Loài này được G.E.Haglund miêu tả khoa học đầu tiên năm 1936.